# Ivan Čupić
Ivan Čupić, né le 27 mars 1986 à Metković est un joueur croate de handball qui joue au poste d'ailier droit pour le club macédonien du Vardar Skopje et l'équipe nationale de Croatie.

## Biographie
Désigné comme le futur successeur de Mirza Džomba au poste d'ailier droit de la Croatie, il remporte avec celui-ci la médaille d'argent du Championnat d'Europe 2008, mais il manque les Jeux olympiques d'été de Pékin en raison de l'amputation des deux tiers de son annulaire gauche après un accident survenu lors du stage de préparation de l’équipe croate.
Gaucher, les docteurs le donnent perdu pour le handball. Pourtant, il retrouve l'équipe nationale pour le Championnat du monde 2009 qui se déroulent à domicile en Croatie. Au match d'ouverture, il marque 8 buts contre la Corée du Sud et devient un élément important de la sélection dont il est le tireur de jet à sept mètres prioritaire. S'il parvient à atteindre la finale tant attendue par tout un peuple, elle doit toutefois s'incliner face à la France sur le score de 24 à 19, malgré les 6 buts de Čupić à 100 % de réussite. À titre individuel, il est d'ailleurs élu meilleur ailier droit de la compétition qu'il termine avec 66 buts, soit la deuxième place des buteurs derrière Kiril Lazarov.
Il continuera sa carrière au plus haut niveau, cumulant notamment les médailles avec la Croatie mais sans pour autant remporter de médaille d'or, la Croatie s'inclinant régulièrement face aux « Experts ».

## Palmarès

### Club
compétitions internationales
- Vainqueur de la Ligue des champions (3) : 2016, 2017, 2019
- Vainqueur de la Ligue SEHA (3) : 2017, 2018, 2019

compétitions nationales
- Vainqueur du championnat de Croatie (2) : 2006, 2007
- Vainqueur de la coupe de Croatie (2) : 2006, 2007
- Vainqueur du championnat de Slovénie (1) : 2009
- Vainqueur du championnat de Pologne (4) : 2013, 2014, 2015, 2016
- Vainqueur de la coupe de Pologne (4) : 2013, 2014, 2015, 2016
- Vainqueur du Championnat de Macédoine du Nord (4) : 2017, 2018, 2019, 2021
- Vainqueur de la Coupe de Macédoine du Nord (3) : 2017, 2018, 2021

### Sélection nationale
Jeux olympiques
- médaille de bronze aux Jeux olympiques d'été de 2012 à Londres,  Royaume-Uni
- 5e place aux Jeux olympiques d'été de 2016 à Rio de Janeiro,  Brésil

championnats du monde
- médaille d'argent au championnat du monde 2009,  Croatie
- médaille de bronze au championnat du monde 2013,  Espagne
- 5e place au championnat du monde 2015,  Qatar

championnats d'Europe
- médaille d'argent au championnat d'Europe 2008,  Norvège
- médaille d'argent au championnat d'Europe 2010,  Autriche
- médaille de bronze au championnat d'Europe 2012,  Serbie
- 4e place au championnat d'Europe 2014,  Danemark
- médaille de bronze au championnat d'Europe 2016,  Pologne

sélections de jeunes
- 3e du championnat du monde jeunes en 2005

### Récompenses individuelles
- Élu meilleur ailier droit du Championnat du monde junior 2007
- Élu meilleur ailier droit et 2e meilleur buteur du Championnat du monde 2009
- Élu meilleur ailier droit et 2e meilleur buteur des Jeux olympiques 2012
- Élu meilleur ailier droit de la Ligue des champions en 2012-2013 et 2018-2019
- Élu handballeur croate de l'année en 2013